# Шейпінг (інформатика)
Шейпінг (англ. Traffic shaping, Формування трафіку) — одна з технологій QoS, що використовується для регулювання пропускної здатності ланок у телекомунікаційних (комп'ютерних) мережах. Забезпечує створення бажаного профілю трафіку шляхом затримки у передаванні деяких дейтаграм (пакетів даних). Формування трафіку використовується для оптимізації або гарантування продуктивності мереж, поліпшення показників затримок (latency) пакетів та збільшення корисної пропускної здатності (bandwidth) для чутливих типів трафіку реального часу (RTP), наприклад VoIP, шляхом примусової затримки інших типів трафіку. Не варто плутати технологію формування трафіку з іншою спорідненою технологією полісінгу (traffic policing, контроль трафіку), що у свою чергу базується на принципах маркування (marking) та відкидання пакетів (dropping).
Коли за використання ланки зв'язку існує значна конкуренція між дейтаграмами, затримки на ній зростають суттєво. Для запобігання цьому явищу, а також для можливості контролю затримок трафіку й використовується технологія формування (шейпінгу) трафіку.
Здебільшого основою формування профілю трафіку є прикладний рівень. У цьому випадку використовуються спеціальні інструменти для виявлення пакетів цікавого трафіку, над якими будуть проводитися маніпуляції шейпінгу. Іноді шейпінг використовує технологію дроселювання пропускної здатності (bandwidth throttling) у файлообмінних мережах. У деяких випадках, шифрування вмісту дейтаграм може значно ускладнити використання технології формування трафіку.
Іншим можливим принципом роботи шейпінгу є обмеження пропускної спроможності для трафіку, базуючись на IP-адресах пакетів як відправника, так і отримувача. Вивільнена таким чином пропускна спроможність ланки може бути використана іншими відправниками та отримувачами IP трафіку. Тобто ця технологія може надавати пріоритет в обслуговуванні одним користувачам пакетної мережі за рахунок утисків інших.